# Isabelle d'Ibelin (morte en 1315)
Pour les articles homonymes, voir Isabelle d'Ibelin.
Isabelle d'Ibelin, morte en 1315, était fille de Baudouin d'Ibelin († 1313), seigneur de Korakou et de Vitzada, et de sa femme Marguerite Embriaco de Giblet.
Mariée en 1303 à son cousin Guy d'Ibelin (1286 † 1308), sénéchal de Chypre, elle fut la mère d'Alice d'Ibelin, reine de Chypre par son mariage avec Hugues IV de Chypre.